# Palmachim
Palmachim (en hebreu: קיבוץ פלמחים) és un quibuts en el Districte Central d'Israel. Està situat 10 quilòmetres al sud de Gush Dan entre les dunes de la costa del mar Mediterrani, el quibuts es troba en la jurisdicció del Consell Regional de Gan Raveh. En 2015 el poble tenia 604 habitants, que es dedicaven majorment a fabricar productes de ciment altament resistent, a més de produir diversos productes agrícoles, el quibuts és també la seu de diverses empreses d'alta tecnologia. El quibuts va ser fundat en 1949.